# مارسل کایزر
مارسل کایزر (هلندی: Marcel Keizer؛ زادهٔ ۱۵ ژانویهٔ ۱۹۶۹) بازیکن پیشین و مربی کنونی فوتبال اهل هلند است. 

## افتخارات
اسپورتینگ لیسبون
- جام حذفی پرتغال: ۱۹–۲۰۱۸
- جام اتحادیه پرتغال: ۱۹–۲۰۱۸

الجزیره
- لیگ برتر فوتبال امارات: ۲۱–۲۰۲۰
- سوپرجام امارات: ۲۰۲۱